# خاوی کاستلانو
خاوی کاستلانو (انگلیسی: Javi Castellano؛ زادهٔ ۲ نوامبر ۱۹۸۷) بازیکن فوتبال اهل اسپانیا است.
از باشگاه‌هایی که در آن بازی کرده‌است می‌توان به باشگاه فوتبال لاس پالماس و باشگاه فوتبال آلباسته بالومپیه اشاره کرد.